# 菅原淳茂
菅原 淳茂（すがわら の あつしげ）は、平安時代前期の貴族・漢詩人・学者。右大臣・菅原道真の子。官位は正五位下・右中弁。

## 経歴
早くから大学寮に入り、秀才に及第、文章得業生に補される。昌泰4年（901年）父・道真が失脚し大宰府に流された折に、他の兄弟たちと共に左遷された。淳茂は播磨国に遷されたという（昌泰の変）。当時の官位は正六位下・文章得業生であった。
罪を赦され帰京後の延喜8年（908年）散位の淳茂は式部少丞・紀淑光と共に渤海掌客使を務める（裴璆も参照）。その後、延喜11年（911年）以前には式部少丞に任ぜられ、翌延喜12年（912年）内宴にて詩を詠んだ功で従五位下に叙爵する。延喜21年（921年）の正月に行われた除目では右少弁に任ぜられた。後に右中弁に転じる。
その他、兵部丞、大学頭、文章博士、式部権大輔を歴任。位階は正五位下に至った。また、侍読も務めたという。延長4年（926年）正月11日卒去。

## 人物
漢詩を得意とし、『本朝文粋』や『扶桑集』などに詩序や漢詩が残っている。また、延喜19年（919年）の文章博士在任中には漢書を講じている。

## 伝承
現在の神奈川県横浜市港南区上永谷には、淳茂が配流され一時住んだ、とされる伝承が残る。父譲りの才を持ち、「菅秀才」と呼ばれた淳茂は相模国鎌倉郡永谷郷に居館（現在の貞昌院付近）を構え、同地に道真が己の姿を鏡に映しながら自分で刻んだ三つの木像のうちの一体を伝えた、とされる。朝夕に上永谷の天神山に登り、遥か西の道真に朝夕の挨拶をした、と伝えられている。また同山には敦茂が愛用した筆や髪の毛を埋めたとも伝えられる「菅秀塚の碑」があり、不敬なことをすると祟りがあるとされている。
のちに同地を領した宅間上杉家の当主上杉乗国の夢枕に、この道真像が霊夢となって現れたため、明応2年（1493年）2月に乗国がこの像を祀った社を建てた。これが永谷天満宮の始まりとされている。
『美濃部天満宮社記』によると、淳茂が菅原氏の荘園であった美濃部郷（滋賀県甲賀市水口町）梅ヶ畑に預けられたと伝わる。923年（延長元年）5月、淳茂は赦免されて帰洛するが、子の直茂は美濃部に残り、小字武島に屋敷を建て、地名の美濃部に姓を変えて在地領主となったとされている。

## 官歴
- 昌泰3年（900年）：見秀才[8]
- 延喜8年（908年）正月21日：見散位[9]。4月2日：渤海掌客使[10]。8月14日：対策。見散位正六位上[11]
- 延喜12年（912年）正月21日：従五位下、見式部丞[9]
- 延喜21年（921年）正月：右少弁[5]
- 延長3年（925年）6月22日：見右中弁[12]
- 延長4年（926年）正月11日：卒去[6]

『尊卑分脈』によれば、他に兵部丞、大学頭、文章博士、式部権大輔、正五位下

## 系譜
- 父：菅原道真
- 母：不詳
- 妻：不詳
- 生母不明の子女
  - 男子：菅原在躬（?-?） - 子に菅原輔正
  - 男子：平忠（?-956）
  - 男子：淳祐（890-953）[13]